# Chiesa di San Volfango (Valdaora)
La chiesa di San Volfango (in tedesco Kirche St. Wolfgang) è la parrocchiale di Sorafurcia (Geiselsberg), frazione di Valdaora in Alto Adige. Appartiene al decanato di Brunico della diocesi di Bolzano-Bressanone e risale al XIII secolo.

## Storia

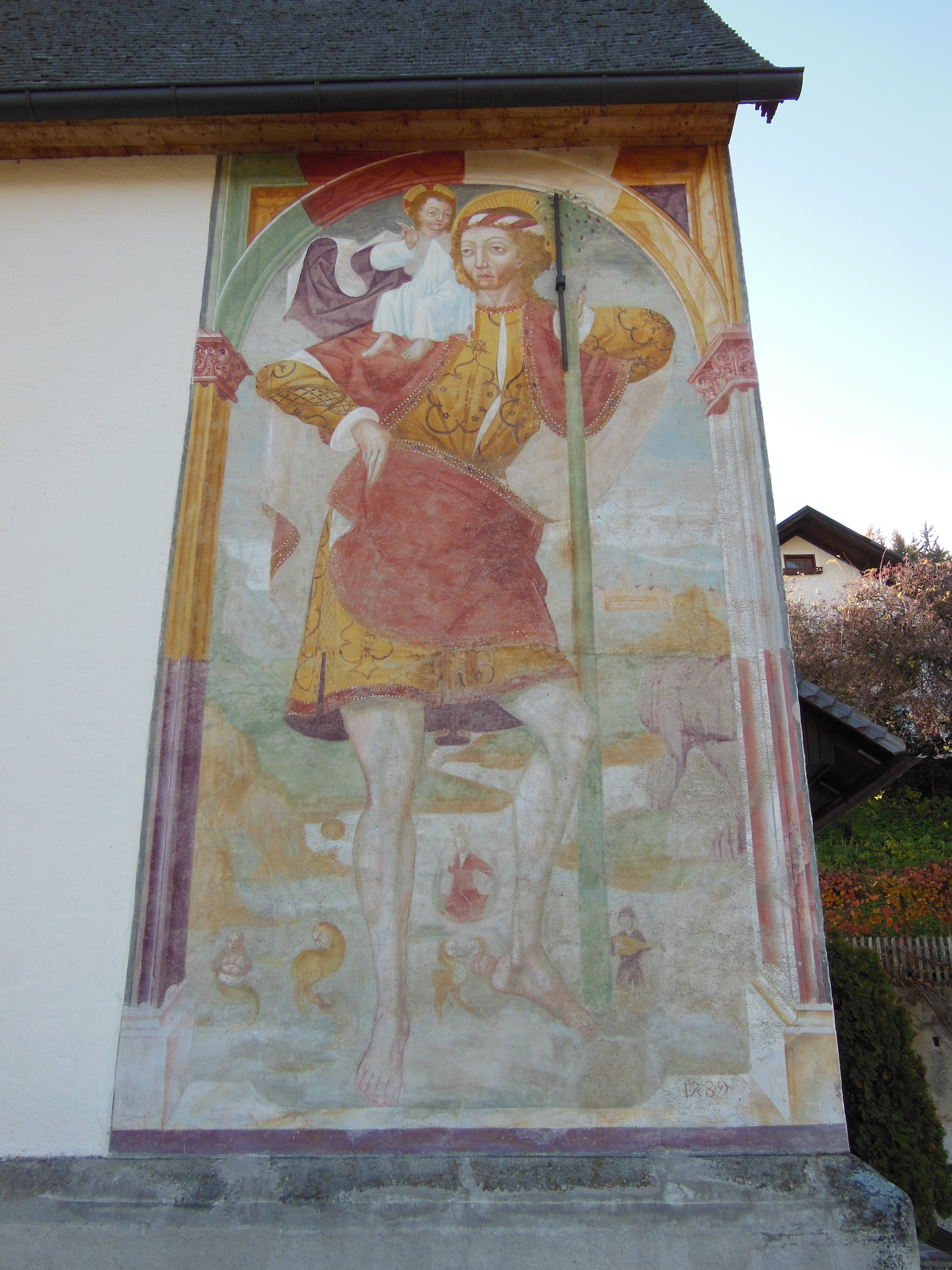
Affresco esterno che raffigura San Cristoforo.

La costruzione del luogo di culto nella località di Sorafurcia è legata ad una leggenda popolare che racconta dell'aggressione che un contadino di un maso della zona avrebbe subito da parte di un orso. Dopo essersi salvato questi avrebbe deciso, per rispettare un voto, di far erigere la chiesa.
Storicamente risulta che sin dal 1221 l'abbazia di Novacella, vicino a Bressanone, esercitava i suoi diritti sulla parrocchiale e che, in tempi precedenti, sul sito era presente un altro luogo di culto. Dopo importanti lavori di ricostruzione e ampliamento fu celebrata una seconda consacrazione solenne nel 1484 poi, nel 1785, ebbe un proprio cappellano. La chiesa dispone anche di un notevole archivio storico.

## Descrizione

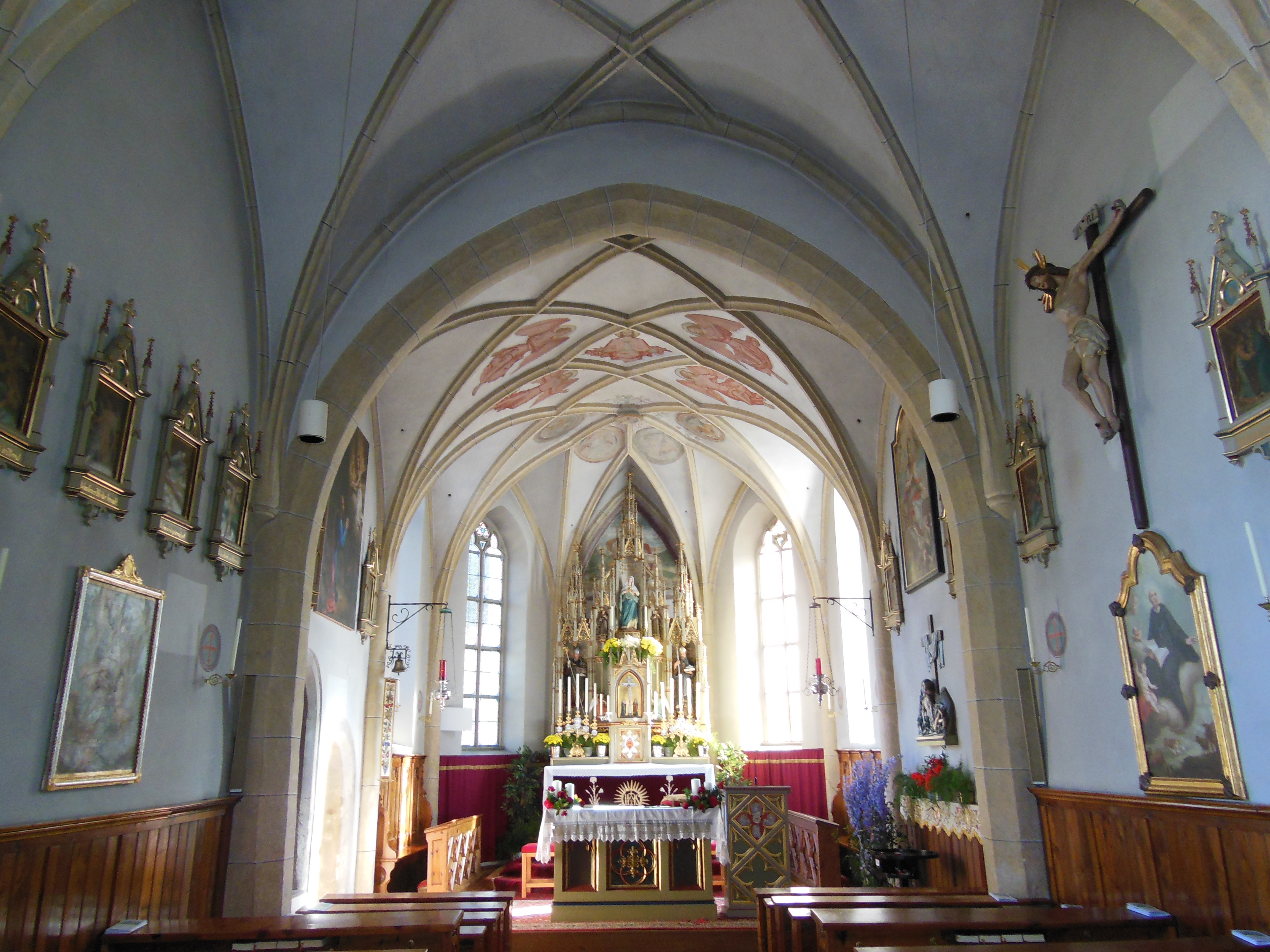
Interno della navata.

### Esterno
La chiesa parrocchiale di Sorafurcia è un edificio in stile tardo gotico che ha nelle sue vicinanza, come è tradizione, il cimitero della comunità.

### Interno
La navata è unica, con struttura tardogotica, suddivisa in tre campate e con parte presbiteriale caratterizzata da campate trapezoidali. Le volte nella zona del catino absidale sono decorate con affreschi attribuiti al pittore Simone da Tésido.
L'altare maggiore è in stile gotico. Le decorazioni della Via Crucis e del pulpito sono attribuite al pittore di Bressanone August Valentin.